# Bălușești (gmina Dochia)
Bălușești – wieś w Rumunii, w okręgu Neamț, w gminie Dochia. W 2011 roku liczyła 145 mieszkańców.